# Lešniški Vrh
Lešniški Vrh is een plaats in Slovenië en maakt deel uit van de gemeente Ormož in de NUTS-3-regio Podravska. De plaats telde 31 inwoners op 1 januari 2020.